# Lago Teslin
Il Lago Teslin è un lago del Canada che si trova nello Yukon, di forma allungata, ha una lunghezza di 120 chilometri ed una larghezza massima di 5 e ricopre una superficie di circa 350 chilometri quadrati. Dal lago, che si estende nella zona di confine fra le provincie canadesi di Columbia Britannica e Yukon, effluisce il fiume Teslin che dopo circa 620 chilometri si immette nello Yukon.